# Miami Gardens
Miami Gardens est une ville située dans le comté de Miami-Dade, dans l'État de Floride, aux États-Unis. La ville est créée en 2003 à partir des anciennes localités (CDPs) de Andover, Bunche Park, Carol City, Lake Lucerne, Norland, Opa-Locka North, et Scott Lake qui, aujourd'hui, sont des quartiers de la nouvelle ville de Miami Gardens. La population est estimée par la municipalité à 107 167 habitants en 2010.

## Géographie
La ville de Miami Gardens est située dans l'agglomération de Miami. Selon le bureau du recensement des États-Unis, la ville a une superficie totale de 51,8 km².

## Démographie
| 1990    | 2000    | 2010    | - | - | - |
| ------- | ------- | ------- | - | - | - |
| 116 713 | 124 656 | 107 167 | - | - | - |